# Prionotolegna
Prionotolegna es un género de foraminífero bentónico de la Familia Pseudoparrellidae, de la Superfamilia Discorbinelloidea, del Suborden Rotaliina y del Orden Rotaliida. Su especie-tipo es Prionotolegna paeminosa. Su rango cronoestratigráfico abarca el Holoceno.

## Clasificación
Prionotolegna incluye a la siguiente especie:
- Prionotolegna paeminosa